# Mappamondo di Ebstorf
Il mappamondo di Ebstorf era un esempio di mappa mundi simile alla mappa di Hereford; è stata attribuita a Gervasio di Ebstorf, che secondo gli studiosi coincide probabilmente con Gervasio di Tilbury, vissuto nel tredicesimo secolo.
La mappa fu trovata in un convento a Ebstorf nel nord della Germania nel 1843, ma andò distrutta nel 1943 durante un bombardamento effettuato dagli Alleati su Hannover. Sopravvivono una serie di fotografie in bianco e nero effettuate sull'originale nel 1891 e molti facsimile a colori fatti prima della sua distruzione. L'originale era una mappa dalle dimensioni considerevoli, dipinta su trenta pelli di capra cucite insieme, misurava 3,5 metri di diametro ed era una versione molto elaborata delle comuni mappe tripartite a T e O. Infatti era centrata sulla città di Gerusalemme e  il punto cardinale est era rivolto verso l'alto, Cristo era raffigurato con la testa in alto, le mani ai lati e i piedi in basso. Roma era rappresentata nella figura di un leone, evidentemente la mappa risentiva dell'influenza della curia vescovile. Intorno alla mappa c'era un testo che includeva descrizioni di animali, la creazione del mondo, la definizione di termini e una breve descrizione delle mappe a T e O con la spiegazione del perché il mondo veniva diviso in tre parti. La mappa includeva storie e simboli sia pagani sia biblici.
Secondo alcuni storici della cartografia, essa è da attribuire a Gervasio di Tilbury: il mappamondo infatti, secondo questa tesi è opera di quest'ultimo e che si tratta della stessa persona confusa con Gervasio di Ebstorf dato che questo nome non era comune all'epoca nella Germania del nord, inoltre ci sono molti punti della mappa che coincidono con altri lavori geografici di Gervasio di Tilbury. Comunque gli editori della “the Oxford Medieval Texts edition” dell'opera di Gervasio di Tilbury: Otia Imperialia, concludono che: “sebbene la possibilità che i due cartografi coincidano con la stessa persona sia un'attrente ipotesi, essa resta un'affermazione molto improbabile”.